# US Open 2015 - Quad doppio
I sei volte vincitori in carica Nick Taylor e David Wagner hanno sconfitto in finale Dylan Alcott e Andrew Lapthorne con il punteggio di 4-6, 6-2, [10-7].

## Teste di serie
1. Nick Taylor /  David Wagner (campioni)

1. Dylan Alcott /  Andrew Lapthorne (finale)

## Tabellone

### Legenda
| - Q = Qualificato - WC = Wild card - LL = Lucky loser | - ALT = Alternate - SE = Special Exempt - PR = Protected Ranking | - w/o = Walkover - r = Ritirato - d = Squalificato |

### Finale
|  | Finale |                               |   |   |      |  |
|  |        |                               |   |   |      |  |
|  | 1      | Nick Taylor David Wagner      | 4 | 6 | [10] |  |
|  | 2      | Dylan Alcott Andrew Lapthorne | 6 | 2 | [7]  |  |